# Jan Włodek
Jan Zdzisław Włodek (ur. 31 sierpnia 1885 w Dąbrowicy, zm. 19 lutego 1940 w Krakowie) – polski agronom, profesor zwyczajny Uniwersytetu Jagiellońskiego, dziekan Wydziału Rolniczego UJ, legionista i polski dyplomata, właściciel ziemski, społecznik oraz publicysta i współpracownik przedwojennego „Czasu”.

## Życiorys

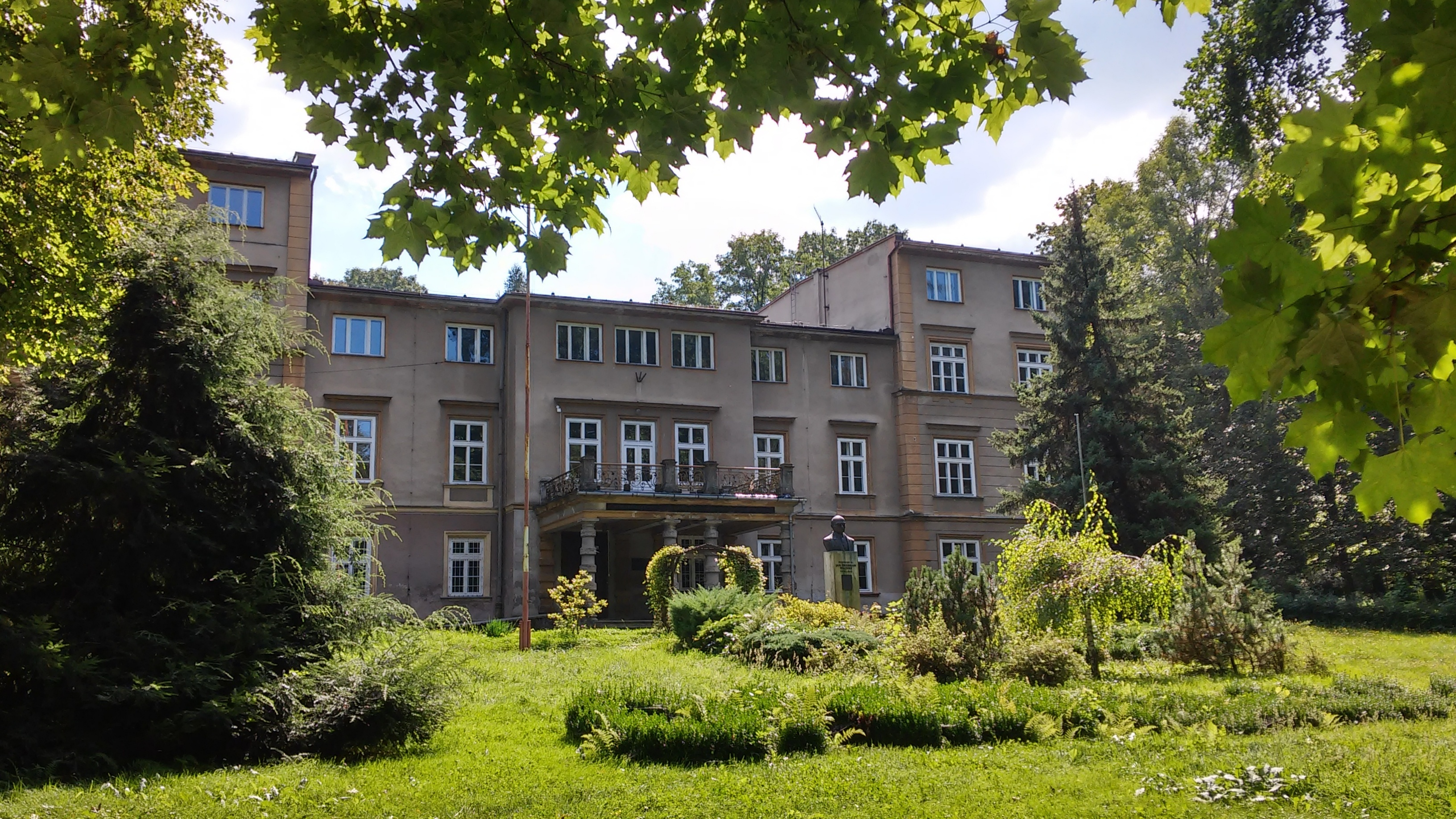
Dwór w Dąbrowicy-Chrostowej, w którym w latach 1947–2016 mieścił się Zespół Średnich Szkół Rolniczych

Pochodził z bogatej rodziny ziemiańskiej z Dąbrowicy (w bocheńskim). Był synem Zdzisława Romana Włodka (1853–1928) marszałka bocheńskiego i właściciela dóbr Dąbrowica oraz Albiny Götz-Okocimskiej (1860–1937), córki Jana Ewangelisty Goetza założyciela browaru w Okocimiu.
Uczył się w III gimnazjum w Krakowie. W roku 1908 został powołany, a następnie zwolniony z wojska austriackiego jako niezdolny do służby wojskowej z powodu złego stanu zdrowia. Po egzaminie maturalnym wyjechał za granicę, studiował nauki rolnicze na uniwersytecie we Wrocławiu, Uniwersytecie we Fryburgu (Szwajcaria) i na 2 uczelniach w Berlinie (Akademii Rolniczej i na Wydziale Filozoficzno-Przyrodniczym Uniwersytetu, gdzie w 1911 roku uzyskał tytuł doktora nauk rolniczych). Po powrocie do kraju w 1911, został asystentem w gospodarstwie doświadczalnym (Stacji Doświadczalnej) Studium Rolniczego UJ w Mydlnikach k. Krakowa, następnie, do 1914 pracował w Zakładzie Uprawy Roli i Roślin Wydziału Filozoficznego UJ. Prowadził wówczas badania w zakresie nawożenia mineralnego.

### Służba w Legionach i dyplomacji
Po wybuchu I wojny światowej zgłosił się 24 października 1914 r. jako ochotnik do Legionów Polskich formowanych w Krakowie, z własnym samochodem przystosowanym do służby wojskowej. Został przydzielony do oddziału automobilowego Departamentu Wojskowego Naczelnego Komitetu Narodowego, gdzie jego dowódcą był płk. Władysław Sikorski. Był wraz z nim współautorem, pierwszego polskiego regulaminu wojsk samochodowych. 1 listopada 1915 r. został mianowany chorążym oddziałów samochodowych, a 9 sierpnia 1916 r. został przeniesiony, jako oficer łącznikowy NKN, do I Brygady Legionów walczącej na Wołyniu. W wyniku stałego przebywania tam w okopach, znacznie pogorszył się stan jego zdrowia, bóle reumatyczne uniemożliwiały mu poruszanie się. Mianowany został wówczas przez płk. Władysława Sikorskiego, ówczesnego szefa Departamentu Wojskowego NKN, podporucznikiem, i 8 grudnia 1916 r. został zwolniony z czynnej służby i przeniesiony do nowo tworzącej się dyplomacji polskiej przy NKN. W 1917 r. został skierowany do Hagi, gdzie w imieniu Naczelnego Komitetu Narodowego, a następnie Rady Regencyjnej Królestwa Polskiego utworzył placówkę dyplomatyczną – pierwsze polskie poselstwo w Holandii od czasów rozbiorów. Zaangażował się też w działalność Komitetu Opieki nad Uchodźcami i Jeńcami Wojennymi w Holandii. Po odzyskaniu przez Polskę niepodległości został mianowany chargé d’affaires Poselstwa Polski w Hadze, funkcję pełnił od 13 września 1919 do 12 marca 1920.

### Praca naukowa
Później, ze względu na stan zdrowia rodziców i zainteresowania naukowe, powrócił do kraju i od 1920 pracował w Zakładach Doświadczalnych (Stacji Doświadczalnej) UJ w Mydlnikach. W 1922 uzyskał habilitację na Wydziale Filozoficznym UJ w zakresie uprawy roli, został profesorem nadzwyczajnym i kierownikiem Zakładu Uprawy Roli i Roślin UJ oraz kierownikiem Gospodarstwa Doświadczalnego (Stacji Doświadczalnej) w Mydlnikach, a w 1936 dostał tytuł profesora zwyczajnego. W roku akademickim 1937/1938 był dziekanem Wydziału Rolniczego UJ. Od 1935 był kierownikiem gospodarstwa doświadczalnego UJ w Mydlnikach, zajmował się głównie biochemią i chemią rolniczą, badał gleby podgórskie i tatrzańskie i ich wpływ na rośliny je zasiedlające. Angażował się też w ochronę przyrody górskiej; był postrzegany jako polski pionier ekologii. Opublikował ponad 90 prac naukowych. Był członkiem wielu towarzystw naukowych, w tym współzałożycielem Polskiego Towarzystwa Gleboznawczego i członkiem Czechosłowackiej Akademii Nauk. Od 1920 współpracował z Małopolskim Towarzystwem Rolniczym, starając się przez nie wpływać na racjonalne gospodarowanie na halach i pastwiskach, szczególnie w małopolskich, chłopskich wspólnotach pastwiskowych.
Od młodości zajmował się fotografią, miał w mieszkaniu małe laboratorium. Dokumentował m.in. służbę w Legionach, zachowało się kilkadziesiąt zdjęć z tego okresu przedstawiających m.in. defiladę oddziałów w Sławkowie w styczniu 1915, ppłk. Władysława Sikorskiego, ppłk. Józefa Hallera, Bolesława Roję, a także dowódców legionowych gen. Stanisława Puchalskiego i Józefa Piłsudskiego. Był autorem jednych z pierwszych fotografii kolorowych – autochromów.
Był też publicystą i podróżnikiem.
W 1926 r. kupił od inż. arch. Bogdana Tretera projekt nowego murowanego kościoła dla parafii Niegowić, który został zrealizowany dopiero po II wojnie światowej przez ówczesnego wikarego parafii Niegowić ks. Karola Wojtyłę

### Aresztowanie i śmierć
6 listopada 1939 r., wraz z 183 innymi pracownikami naukowymi krakowskich uczelni, został aresztowany przez Gestapo w ramach Sonderaktion Krakau, a następnie przewieziony do Wrocławia, a potem do niemieckiego obozu koncentracyjnego Konzentrationslager Sachsenhausen. Poddawny był tam represjom fizycznym i psychicznym, ale „nie upadł na duchu – przeciwnie, jak świadczą współwięźniowie, był wsparciem dla pozostałych”. 8 lutego 1940 r. wraz ze 100 innymi aresztowanymi w Sonderaktion Krakau został zwolniony w wyniku interwencji międzynarodowej. Mimo fatalnego stanu zdrowia, kiedy dotarł do Krakowa, zdołał odwieźć do domu półprzytomnego z wycieńczenia kustosza Muzeum Czartoryskich, docenta Stefana Komornickiego. Sam zaś w kilka dni po powrocie do domu (19 lutego 1940) zmarł z powodu nabytego w obozie obustronnego zapalenia płuc połączonego z wycieńczeniem. Został pochowany na cmentarzu w Niegowici (gm. Gdów), w kaplicy rodzinnej Włodków z Dąbrowicy.

## Życie prywatne

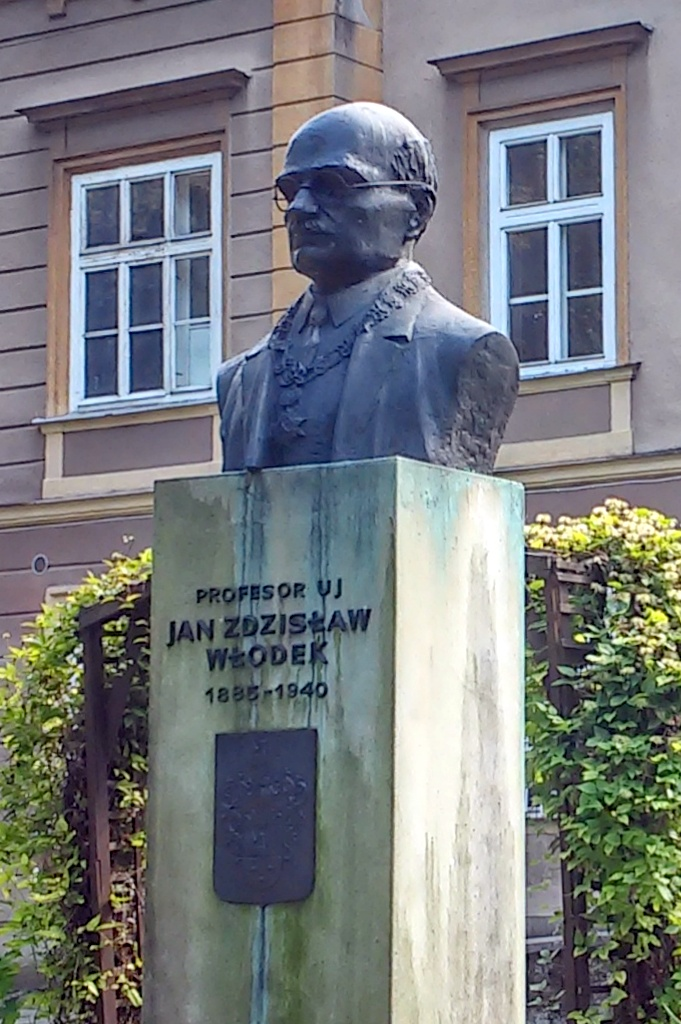
Pomnik Jana Włodka przed budynkiem Zespołu Średnich Szkół Rolniczych w Dąbrowicy-Chrostowej

Jan Włodek od 1912 r. był żonaty z Zofią Goetz-Okocimską (18 lipca 1890 – 28 marca 1981), córką Jana Albina Goetza, późniejszą doktor filozofii UJ, działaczkę społeczną w organizacjach katolickich (była m.in. od 1935 prezeską Katolickiego Stowarzyszenia Kobiet w archidiecezji krakowskiej, i w latach 1927–1939 prezesem Sodalicji Mariańskiej Pań Wiejskich), w 1935 odznaczoną papieskim orderem Pro Ecclesia et Pontifice, żołnierza Armii Krajowej, członkinię organizacji ziemiańskiej „Uprawa” („Tarcza”), która po II wojnie światowej zajmowała się tłumaczeniem łacińskich, angielskich i francuskich tekstów dzieł filozoficznych i teologicznych na język polski i z polskiego na języki obce. Miał dwójkę dzieci, Jana Mariana i Zofię.
Był właścicielem majątków Dąbrowica (938 ha), Cichawa (269 ha), Marszowice (183 ha) i Nieznanowice, a także majątku leśnego Ostrowy Tuszowskie (Buda Tuszowska) w pow. kolbuszowskim.

## Ordery i odznaczenia
- Medal Niepodległości
- Krzyż Oświęcimski (pośmiertnie, 25 stycznia 1989)

## Upamiętnienie
1 maja 1993 Zespołowi Średnich Szkół Rolniczych w Dąbrowicy nadano imię Jana Włodka, umieszczono tam tablicę pamiątkową, a przed szkołą (mieszczącą się w dawnym dworze) ustawiono jego pomnik.
Muzeum Historii Fotografii im. Walerego Rzewuskiego w Krakowie przygotowało wystawę jego fotografii z okresu legionów, pt. „Jan Włodek 1885–1940 – fotoreporter legionowej epopei”, która była prezentowana m.in. w Krakowie (19 lutego – 28 marca 2010), w Puławach (10 listopada – 4 grudnia 2011).
2011 wydany został tom jego poezji z czasów gimnazjalnych (z lat 1900–1901) Jan Włodek: Wiersze młodzieńcze Kraków: Małe wydawnictwo, 2011, ISBN 978-83-62971-01-5.